# Бёзендорфер, Игнац
Игнац Бёзендорфер (нем. Ignaz Bösendorfer; 27 июля 1794 или 28 июля 1796, Вена — 14 апреля 1859, Вена) — фортепианный мастер, основатель фабрики фортепиано «Bösendorfer». После его смерти, компания управлялась сыном Людвигом Бёзендорфером.

## Биография
Родился в Вене, Австрийская империя, в семье плотника. Учился в Венской академии изящных искусств, где одним из его учителей был производитель фортепиано Йозефа Бродмана (1763–1848).  28 июля 1828 года, получил концессию на свой бизнес от Венской городской администрацией. 
С 1830 года, его фирма стало официальным поставщиком инструментов ко двору императора Австрии, что значительно повысила её статус среди дворянских родов Австрии.  
У него были близкие, отношения с Ференцем Листом. В 1839 году, был удостоен императорского и королевского ордена, приказом императора Фердинанда I. После его смерти фирма перешла в наследство его сыну — Людвигу Бёзендорферу.